# Barry E. Wilmore
Barry E. Wilmore, född 29 december 1962 är en amerikansk astronaut uttagen i astronautgrupp 18 den 27 juli 2000.

## Rymdfärder
- Atlantis - STS-129
- Sojuz TMA-14M, Expedition 41/42
- Boe-CFT

## Personuppgifter
Barry E. Wilmore föddes i Murfreesboro i delstaten Tennessee i USA. Han växte upp i Mt. Juliet i Tennessee. Han är gift med före detta miss Deanna Newport av Helenwood, Tennessee. Hans föräldrar, Eugene och Faye Wilmore ärfortfarande bosatt i Mt. Juliet.
Barry har flugit 5 300 timmar och gjort 663 landningar.

## Utbildning
MS, elektroteknik, Tennessee Technological University (TTU). MS, Aviation Systems, University of Tennessee. BS, elektroteknik, TTU. Mt. Juliet High School, Mt. Juliet, TN.